# Filmografia latino-americana sobre violência contra mulheres
A maioria dos países da América Latina apresenta um índice elevado de violência contra as mulheres. Esse problema é abordado por diversos filmes, embora na maioria das vezes não constitua o tema central. A lista abaixo reúne algumas obras que tratam desse tema em vários países, sob diversos pontos de vista.

## Filmes latino-americanos que abordam violência contra mulheres:
| Nº | Título                                                            | Ano       | Diretor(a)                  | País                        | Gênero                | Duração  | Sinopse |
| -- | ----------------------------------------------------------------- | --------- | --------------------------- | --------------------------- | --------------------- | -------- | --- |
| 1  | Paulina / La Patota                                               | 2015      | Santiago Mitre              | Argentina / Brasil          | Drama / Suspense      | 1h43min  | Professora abandona carreira promissora para dar aulas em região periférica e é estuprada por jovens locais. Ela decide não denunciá-los, desafiando concepções de justiça, autonomia e perdão.                           |
| 2  | Línea 137                                                         | 2020      | Lucía Vasallo               | Argentina                   | Documentário          | 1h10min  | Acompanha o trabalho da linha telefônica 137, que presta apoio a vítimas de violência doméstica em Buenos Aires. |
| 3  | Somos mujeres invisibles                                          | 2015      | Graciela Sáez               | Argentina                   | Curta-metragem        | 25min    | Três histórias entrelaçadas retratam diferentes formas de violência de gênero. |
| 4  | Ângela                                                            | 2023      | Hugo Prata                  | Brasil                      | Drama / Biografia     | 1h47min  | Narra a vida e o feminicídio de Ângela Diniz, socialite assassinada pelo companheiro. |
| 5  | Um céu de estrelas                                                | 1996      | Tata Amaral                 | Brasil                      | Drama                 | 1h16min  | Mulher tenta escapar de um relacionamento abusivo às vésperas de se mudar para o exterior. |
| 6  | Quem matou Eloá?                                                  | 2015      | Lívia Perez                 | Brasil                      | Documentário          | 1h25min  | Analisa o sequestro e assassinato de Eloá Pimentel e a espetacularização da violência de gênero pela mídia. |
| 7  | Sonhos Roubados                                                   | 2009      | Sandra Werneck              | Brasil                      | Ficção                | 1h13min  | Acompanha a vida de adolescentes que enfrentam a exploração sexual nas periferias urbanas. |
| 8  | A batalha das colheres                                            | 2013      | Fabiana Leite               | Brasil                      | Documentário          | 23min    | Mostra a mobilização de mulheres contra a violência doméstica através de atos performáticos. |
| 9  | Na minha sopa não                                                 | 2013      | Mirela Kruel                | Brasil                      | Documentário          | 15min    | Vizinha testemunha violência doméstica e descobre a importância de romper o silêncio. |
| 10 | O Silêncio das Inocentes                                          | 2010      | Ique Gazzola                | Brasil                      | Documentário          | 16min    | Relatos de vítimas e a trajetória de criação da Lei Maria da Penha. |
| 11 | Vidas Partidas                                                    | 2016      | Marcos Schechtman           | Brasil                      | Drama                 | 1h30min  | Retrata a escalada da violência doméstica em uma relação inicialmente afetuosa. |
| 12 | Feminicídio no Brasil                                             | 2015      | Coletiva                    | Brasil                      | Webdocumentário       | Variável | Série documental apresenta casos de feminicídio e a reação das famílias e instituições. |
| 13 | Noites de Fogo / Noche de Fuego                                   | 2021      | Tatiana Huezo               | México                      | Drama                 | 1h50min  | Três garotas vivem sob o terror do narcotráfico em uma comunidade montanhosa do México e buscam formas de resistir à violência.                                                                                           |
| 14 | Ixcanul                                                           | 2015      | Jayro Bustamante            | Guatemala / França          | Drama                 | 1h33min  | María, jovem de 17 anos, vive em uma plantação de café e enfrenta um casamento arranjado. Encantada por Pepe, que promete levá-la aos EUA, ela acaba grávida e abandonada, precisando lidar com as consequências sozinha. |
| 15 | Arenas de Silencio                                                | 2016      | Chelo Álvarez-Stehle        | Espanha / México / EUA      | Documentário          | 1h14min  | A diretora investiga abusos sexuais na América Latina, conectando relatos de sobreviventes com sua própria história de superação.                                                                                         |
| 16 | El Llanto                                                         | 2024      | Juan Carlos Martín-Calero   | Argentina                   | Terror / Drama        | 1h47min  | Suspense psicológico sobre uma maldição que atinge mulheres, abordando violência, trauma e luto. |
| 17 | La teta asustada                                                  | 2009      | Claudia Llosa               | Peru / Espanha              | Drama                 | 1h35min  | Jovem carrega os traumas da violência sexual sofrida pela mãe durante a guerra civil peruana. |
| 18 | Leonera                                                           | 2008      | Pablo Trapero               | Argentina                   | Drama / Prisão        | 1h53min  | Mulher grávida é presa e precisa lidar com a maternidade no sistema penitenciário. |
| 19 | Era o céu / Era el Cielo                                          | 2016      | Marco Dutra                 | Brasil / Uruguai            | Drama / Suspense      | 1h42min  | Homem presencia o estupro da esposa e opta pelo silêncio, provocando dilemas psicológicos e morais. |
| 20 | Miss Bala                                                         | 2011      | Gerardo Naranjo             | México                      | Ação / Drama          | 1h53min  | Jovem é sequestrada por cartel de drogas após participar de concurso de beleza. |
| 21 | La Negra Angustias                                                | 1950      | Matilde Landeta             | México                      | Drama / Histórico     | 1h40min  | Mulher negra luta como soldada durante a Revolução Mexicana, desafiando normas raciais e de gênero. |
| 22 | Perfume de violetas, nadie te oye                                 | 2001      | Marisa Sistach              | México                      | Drama                 | 1h30min  | Yessica e Miriam, adolescentes da Cidade do México, veem sua amizade abalada por violências familiares e sociais, culminando em uma tragédia que expõe a vulnerabilidade das meninas periféricas.                         |
| 23 | La niña en la piedra / Nadie te ve                                | 2006      | José Buil                   | México                      | Drama                 | 1h44min  | Gabino, jovem obcecado por uma colega, recorre à violência após ser rejeitado. O filme aborda assédio, machismo e violência de gênero entre adolescentes.                                                                 |
| 24 | Mar de Rosas                                                      | 1997      | Ana Carolina                | Brasil                      | Comédia / Drama       | 1h39min  | Mulher foge com a filha para se libertar de um casamento opressor, em crítica à família patriarcal. |
| 25 | Das Tripas Coração                                                | 1982      | Ana Carolina                | Brasil                      | Comédia / Drama       | 1h40min  | Grupo de mulheres e prostitutas se rebela contra repressão em uma instituição, misturando humor e crítica social. |
| 26 | Principio y fin                                                   | 1993      | Arturo Ripstein             | México                      | Drama                 | 3h08min  | Após a morte do pai, mãe tenta garantir o futuro dos filhos a qualquer custo, evidenciando pressões sobre as mulheres e a estrutura familiar.                                                                             |
| 27 | El callejón de los milagros / O Beco dos Milagres                 | 1995      | Jorge Fons                  | México                      | Drama                 | 2h20min  | Três histórias se cruzam em um bairro popular; uma delas mostra uma jovem que sofre abuso e enfrenta preconceito e silêncio social.                                                                                       |
| 28 | El castillo de la pureza                                          | 1973      | Arturo Ripstein             | México                      | Drama Psicológico     | 1h50min  | Homem mantém esposa e filhos isolados do mundo por 18 anos, em alegoria ao controle patriarcal sobre a família. |
| 29 | De noche vienes, Esmeralda                                        | 1997      | Jaime Humberto Hermosillo   | México                      | Comédia / Drama       | 1h43min  | Esmeralda tem vários maridos simultaneamente e enfrenta julgamento por bigamia, desafiando normas sociais e de gênero. |
| 30 | Una familia de tantas                                             | 1948      | Alejandro Galindo           | México                      | Drama                 | 2h10min  | Família tradicional tem sua rotina abalada por ideias modernas trazidas por um vendedor, revelando tensões patriarcais e resistências à mudança.                                                                          |
| 31 | Amores Perros                                                     | 2000      | Alejandro González Iñárritu | México                      | Drama / Suspense      | 2h33min  | Três histórias cruzadas após acidente de carro expõem a violência urbana, desigualdade e os impactos da violência simbólica e física nas mulheres.                                                                        |
| 33 | La mujer de Iván                                                  | 2011      | Francisca Silva             | Chile                       | Drama                 | 1h50min  | Natalia, de 15 anos, vive isolada com um homem mais velho. O filme retrata a violência simbólica, psicológica e sexual em um cativeiro travestido de lar.                                                                 |
| 34 | Chile ’76                                                         | 2023      | Manuela Martelli            | Chile                       | Drama / Thriller      | 1h40min  | Mulher burguesa é envolvida pela resistência política em plena ditadura militar. A obra explora opressões de gênero e o silêncio forçado pelo autoritarismo.                                                              |
| 35 | Blanquita                                                         | 2022      | Fernando Guzzoni            | Chile                       | Drama                 | 1h39min  | Jovem de abrigo institucional se torna testemunha em caso de abuso sexual infantil envolvendo políticos e empresários. Inspirado em fatos reais.                                                                          |
| 36 | El lugar de la otra / In Her Place                                | 2024      | Maite Alberdi               | Chile                       | Crime / Drama         | 1h29min  | Inspirado em caso real, o filme mostra uma mulher que desafia o sistema judicial e os padrões de gênero após ser acusada de assassinato em um hotel de luxo.                                                              |
| 37 | Malqueridas                                                       | 2023      | Tana Gilbert                | Chile                       | Documentário          | 1h20min  | Presas chilenas contam suas histórias com imagens feitas clandestinamente, revelando laços afetivos e a violência institucional no cárcere feminino.                                                                      |
| 38 | Ni una menos                                                      | 2022–2023 | Paula Rodríguez             | Chile / Colômbia / Alemanha | Série Documental      | 45min    | Série documental acompanha casos de feminicídio e a luta de ativistas na América Latina, com forte presença do Chile no movimento “Ni una menos”.                                                                         |
| 39 | Historias Urgentes: Resistencia en ollas comunes                  | 2020      | Nosotras Audiovisuales      | Chile                       | Documentário          | 30min    | Mulheres lideram cozinhas comunitárias durante protestos de 2019, enfrentando desigualdade e violência estrutural por meio do cuidado e da organização coletiva.                                                          |
| 40 | Gracias a la vida (o la pequeña historia de una mujer maltratada) | 1980      | Angelina Vázquez            | Chile                       | Ficção / Documentário | 43min    | Mistura de ficção e relato pessoal sobre uma mulher chilena torturada durante a ditadura, abordando repressão de Estado, exílio e resistência feminina.                                                                   |

SANTOS, Joelma F. dos. Gênero, masculinidades e violências contra mulheres em filmes argentinos e brasileiros (2003-2016). Tese. FAED/UDESC, Florianópolis, 2023. 
SANTOS, Joelma Ferreira dos. Putas, ou quase...violência de gênero em filmes de ficção da Argentina e Brasil no século XXI. Revista SAECULUM, v. 27, p. 195-2011, 2022. Disponível
CINE LATINOAMERICANO. Disponível em http://cinelatinoamericano.org/avanzada.aspx?mnu=11. Acesso em: 03 maio. 2025.